# Atharsus
Atharsus is een kevergeslacht uit de familie van de boktorren (Cerambycidae). De wetenschappelijke naam van het geslacht werd voor het eerst geldig gepubliceerd in 1867 door Bates.

## Soorten
Atharsus is monotypisch en omvat slechts de volgende soort:
- Atharsus nigricauda Bates, 1867